# Basil Davidson
Basil Davidson (Bristol, 9 novembre 1914 – 9 luglio 2010) è stato uno storico e africanista britannico.

## Biografia
Viene annoverato fra i massimi esperti mondiali di storia dell'Africa, e ha contribuito in modo determinante all'evoluzione della storiografia africana moderna, denunciando l'influenza dei pregiudizi coloniali nella rappresentazione europea dell'Africa antica e rifondando lo studio della materia su basi strettamente archeologiche e documentarie. Le sue opere sono utilizzate come testi di riferimento in numerose università nel Regno Unito e in altri paesi. Ha scritto numerosi libri anche divulgativi e prodotto una celebre serie di documentari dal titolo Africa.

## Opere (parziale)

### In lingua originale
- Partisan Picture, Bedford: Bedford Books, 1946
- Golden Horn (novel), Cape, 1952
- Lost Cities of Africa, Little, Brown and Company, 1959
- Old Africa Rediscovered, Gollancz, 1959
- Black Mother: The Years of the African Slave Trade, Boston: Little Brown, 1961
- African Kingdoms, Time-Life International (Nederland) N V, 1966
- Africa in History, London: Weidenfeld and Nicolson, 1968
- The Africans, Prentice Hall, 1969
- The Liberation of Guine, Penguin, 1969
- In The Eye of the Storm: Angola's People, Doubleday, Garden City, N.Y., 1972. 1974
- Black Star: A View of the Life and Times of Kwame Nkrumah, 1973. Praeger, New York, 1974
- Let Freedom Come: Africa in Modern History, Little, Brown, Boston, 1978
- Special Operations Europe: Scenes From the Anti-Nazi War, London: Gollancz, 1980
- African Civilization Revisited: From Antiquity to Modern Times, Africa World Press, Trenton, N.J., 1991
- The Black Man's Burden: Africa and the Curse of the Nation-State, Times Books, New York, 1992
- West Africa Before the Colonial Era, Longman, 1998

### Traduzioni italiane
- La riscoperta dell'Africa (Feltrinelli 1963)
- Africa: Storia di un continente (Mondadori 1966)
- Civiltà africane (Arnoldo Mondarori 1968)
- La liberazione della Guinea (Einaudi 1970)
- Guida alla storia africana (Zanichelli 1971)
- L'Angola nell'occhio del ciclone (Einaudi 1975)
- Alle radici dell'Africa nuova (Editori Riuniti 1979)
- L'Africa nel mondo contemporaneo (SEI 1987), ISBN 8805039225
- Storia dell'Africa (Rai-Eri 1990), ISBN 8839704965
- La civiltà africana (Einaudi 1997), ISBN 8806351885
- Madre nera: L'Africa nera e il commercio degli schiavi (Einaudi 1997), ISBN 8806041010